# تيري كيربي
تيري كيربي (بالإنجليزية: Terry Kirby)‏ هو لاعب كرة قدم أمريكية أمريكي، ولد في 20 يناير 1970 في هامبتون في الولايات المتحدة.

## وصلات خارجية
- تيري كيربي على موقع كلية كرة السلة في سبورتس رفرنس.كوم (الإنجليزية)
- تيري كيربي على موقع مرجع كرة القدم المحترفة.كوم (الإنجليزية)